# Fluglotse

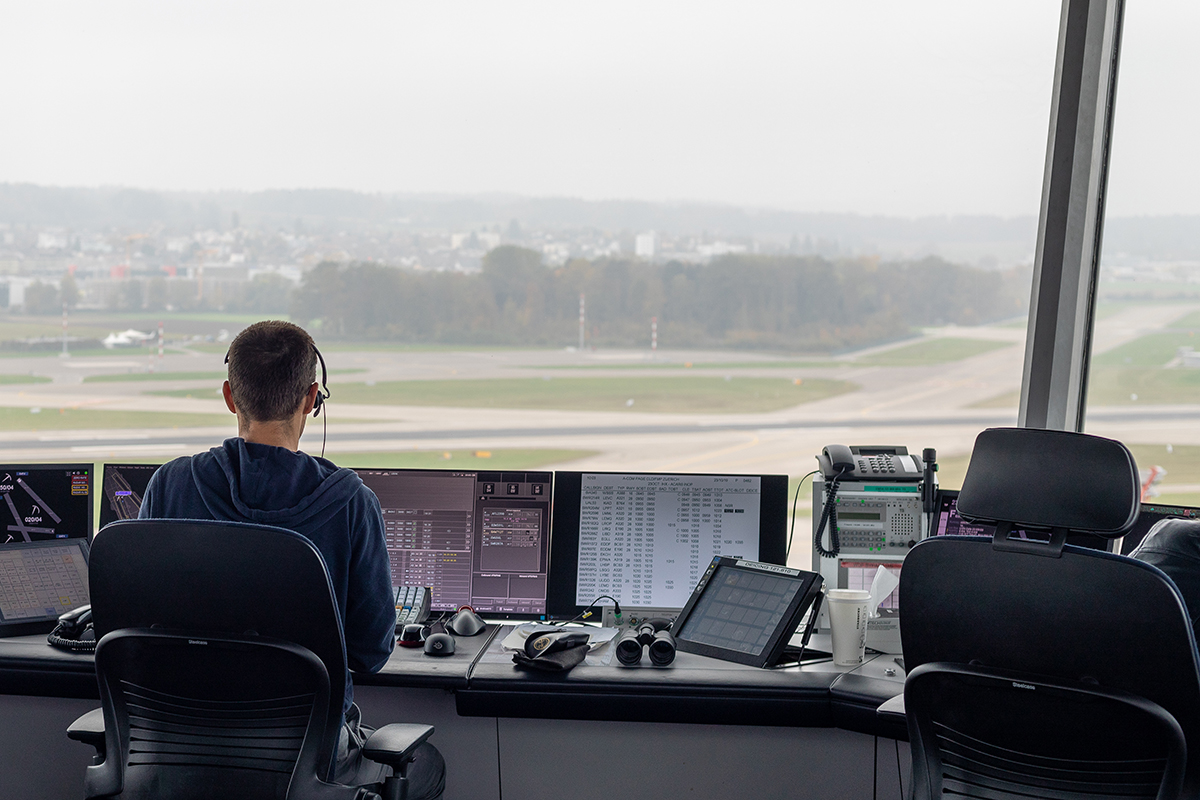
Ein Fluglotse der Schweizer Skyguide im Tower des Flughafens Zürich

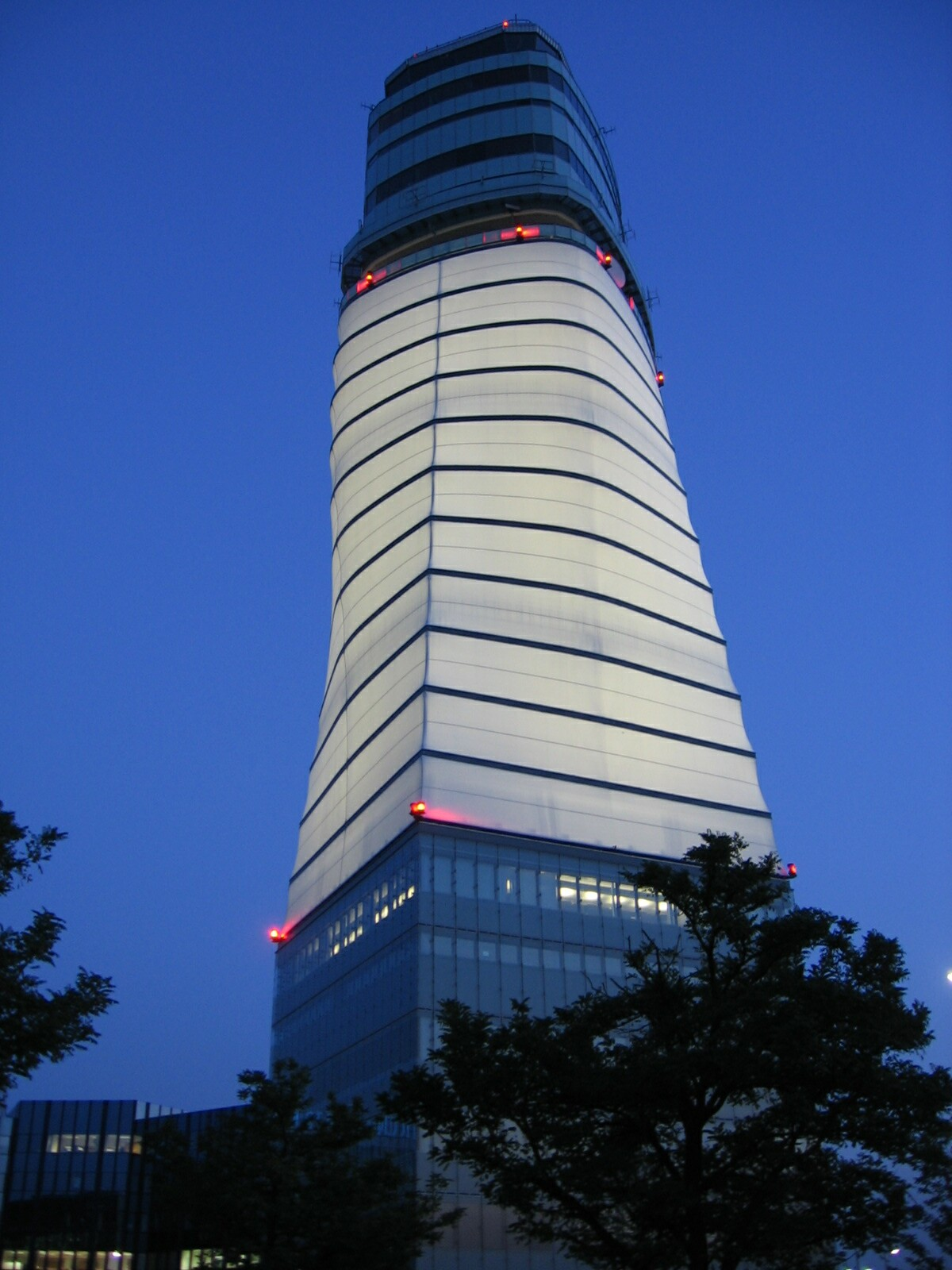
Der bekannteste Arbeitsplatz der Fluglotsen ist der Kontrollturm (Tower) – hier am Flughafen Wien-Schwechat.

Ein Fluglotse (engl. air traffic controller, air traffic control officer, ATCO) oder (v. a. in Österreich und der Schweiz) Flugverkehrsleiter hat die Aufgabe, den Luftverkehr sicher, ordnungsgemäß, flüssig und ökonomisch zu lenken. Der Begriff Lotse kommt ursprünglich aus der Seefahrt und bezeichnet dort einen erfahrenen Seemann, der die Gewässer einer Küste oder eines Flusses so gut kennt, dass er Schiffe sicher hindurchleiten kann.

## Aufgaben
Die Aufgaben der Fluglotsen lassen sich in fünf Kategorien beschreiben:
1. Zusammenstöße zwischen Luftfahrzeugen verhindern;
2. Zusammenstöße zwischen Luftfahrzeugen sowie zwischen Luftfahrzeugen und Kraftfahrzeugen oder Hindernissen auf den Bewegungsflächen der Flugplätze verhindern;
3. Einen beschleunigten und geordneten Flugverkehrsfluss aufrechterhalten;
4. Informationen und Anweisungen für eine sichere und effiziente Flugdurchführung zur Verfügung stellen;
5. Not- und Rettungsdienste über in Not geratene Luftfahrzeuge zu informieren und diese Dienste bei Bedarf zu unterstützen.

Fluglotsen arbeiten in verschiedenen Disziplinen, die sich in der Regel nach Art des Luftverkehrs und nach örtlichen Gegebenheiten richten.
Der Bereichslotse arbeitet in einem Area Control Centre. In seinem Zuständigkeitsbereich fliegen überwiegend Flugzeuge, die ihre Reiseflughöhe erreicht haben und sich im sogenannten „Streckenflug“ befinden.
Der An-/Abfluglotse hat seinen Arbeitsplatz in einem Approach Control Office. Er kontrolliert überwiegend Luftfahrzeuge, die sich in Flugsegmenten befinden, die mit An- und Abflugverfahren von bzw. zu Flugplätzen in Zusammenhang stehen.
Der Towerlotse hat seinen Arbeitsplatz in einem Kontrollturm (Control Tower) an einem Flugplatz. Er ist für alle Flugzeugbewegungen auf den Roll-, Start- und Landebahnen sowie für die Starts und Landungen zuständig.
Die hier beschriebene Dreiteilung der Arbeitsbereiche hat eine lange Tradition und rührt noch aus einer Zeit, in der Luftfahrzeuge und die Luftraumorganisation weit weniger komplex war als heute. Der moderne Luftverkehr mit dem äußerst anspruchsvollen Mix aus verschiedenen Flugzeugkategorien, den Anforderungen aus dem Umwelt- und Lärmschutz sowie den Zwängen zu hocheffizienten und wirtschaftlichen Flügen erfordert eine ständige Anpassung der Flugverkehrsdienste. Aus diesem Grund sind die Grenzen zwischen den oben beschriebenen Flugsicherungskategorien längst nicht mehr so eindeutig zu definieren. An- und Abflugverfahren und die damit verbundenen Steig- und Sinkflugbewegungen der Luftfahrzeuge reichen aus Gründen der Treibstoffersparnis bis in Höhen von 10 km und höher, die früher nur den Streckenflügen vorbehalten waren. Als Beispiel sei hier die „Continuous Descent Operation“ genannt, bei welcher idealerweise ein Flugzeug vom Verlassen der Reiseflughöhe bis zur Landung einen kontinuierlichen Sinkflug durchführt. Das stellt auch an die Arbeit der Fluglotsen besondere Anforderungen.
Dass ein Kontrollturm immer an einem kontrollierten Flugplatz positioniert sein muss, wird in Zukunft nicht mehr zwingend notwendig sein. Im Rahmen des europäischen Großprojekts SESAR wird an dem Konzept „Remote Aerodrome Control“ gearbeitet. Danach sollen die Fluglotsen an einem zentralen Ort künftig für mehrere kontrollierte Flugplätze gleichzeitig zuständig sein. Die Einführung eines entsprechenden Pilotvorhabens fand im Dezember 2018 am Flughafen Saarbrücken statt. Der Flughafen Erfurt-Weimar und der Flughafen Dresden sollen zukünftig ebenfalls zentral von Leipzig aus kontrolliert werden.
In der Regel hat der Fluglotse bzw. ein Team von Fluglotsen einen festgelegten Zuständigkeitsbereich. Flugzeuge werden so kontinuierlich von einem Bereich an den nächsten übergeben. Das häufigste Kommunikationsmittel zwischen Fluglotse und Pilot ist nach wie vor der Flugfunk, aber es werden auch direkte Datenverbindungen eingesetzt. Dabei werden dem Piloten Freigaben, Anweisungen und Informationen direkt auf ein Display im Cockpit übermittelt. Die Standardsprache für die gesamte Kommunikation ist Englisch.
Für die Durchführung seiner Aufgaben stehen den Fluglotsen zahlreiche technische Hilfsmittel zur Verfügung. Für die Darstellung der Flugbewegungen werden das Radar bzw. satellitengestützte Überwachungssysteme eingesetzt. Zur rechtzeitigen Erkennung von potenziellen kritischen Annäherungen gibt es sowohl boden- als auch bordgestützte Kollisionswarnsysteme. Der Fluglotse kann durch auf dem Radarschirm dargestellte Projektionen von Flugwegen Konfliktpunkte erkennen, die noch mehrere Minuten in der Zukunft liegen. Hocheffiziente Systeme errechnen außerdem für die Anflugsegmente von stark frequentierten Flughäfen die bestmögliche Reihenfolge von Flugzeugen, um eine größtmögliche Anzahl von Landungen pro Zeitspanne zu erlauben. Das ist nur ein kleiner Teil der technischen Systeme, die dem Fluglotsen an seinem Arbeitsplatz zur Verfügung stehen.
Im Bereich des Luftverkehrs ist die „Systemkomponente Mensch“ noch immer der größte Unsicherheitsfaktor. Daher versucht man, möglichst viel Routinearbeiten von technischen Systemen erledigen zu lassen. Auf der anderen Seite ist der Mensch aber derjenige, der angemessen effizient und sicher auf alle Eventualitäten reagieren kann. Studien aus dem Projekt SESAR sehen auch in Zukunft den Menschen als unverzichtbar im Mittelpunkt des Geschehens. Dennoch ändert sich mit der rasant zunehmenden Automatisierung in allen Bereichen der Flugsicherung auch die Arbeitsweise des Fluglotsen. Er wird zunehmend zum Systemmanager, der dennoch nie den Überblick verlieren darf und notfalls sekundenschnell eingreifen können muss. Deshalb kommt der Mensch-Maschine-Schnittstelle und dem ganzen Bereich der menschlichen Faktoren eine immens wichtige Bedeutung zu.

## Ausbildung
Zur Ausbildung als Fluglotse wird zugelassen, wer das jeweilige Auswahlverfahren der Behörde oder Firma, bei der er sich bewirbt, bestanden hat. In den meisten Ländern Europas ist dieses Auswahlverfahren sehr streng, aber der Vorteil ist, dass ein erfolgreicher Bewerber eine rund 80–90%ige Chance hat, auch die Ausbildung erfolgreich zu Ende zu bringen. Die DFS (Deutsche Flugsicherung GmbH) beschreibt das geforderte Bewerberprofil in etwa so (Auszug in Stichworten): Abitur, gute bis sehr gute Englischkenntnisse, ausgeprägtes räumliches Vorstellungsvermögen, gutes Gedächtnis, Interesse an Technik sowie ein überdurchschnittliches Konzentrationsvermögen. Teamfähig, belastbar, hohes Verantwortungsbewusstsein, Sehkraft 100 %, Hörvermögen nicht eingeschränkt. Die körperliche Eignung wird durch eine fliegerärztliche Tauglichkeitsuntersuchung festgestellt, in Deutschland geschieht dies durch das AeroMedical Center der Lufthansa in Hamburg. Bei einer erfolgreichen Untersuchung erhalten Fluglotsen gemäß den Richtlinien der Europäischen Agentur für Flugsicherheit ein medizinisches Tauglichkeitszeugnis der Klasse 3. Nur damit sind sie berechtigt, eine Fluglotsenlizenz zu erwerben.
Die Ausbildung zum Fluglotsen gliedert sich in zwei Teile:
1. Die institutionelle Ausbildung in einer speziellen Ausbildungseinrichtung. In Deutschland ist das die Flugsicherungsakademie der DFS in Langen (Hessen). In der Schweiz gibt es dafür das Skyguide Training Center in Dübendorf, in Österreich die Austro Control Academy in Wien, in Frankreich die École nationale de l’aviation civile (ENAC) in Toulouse usw.
2. Die Ausbildung am Arbeitsplatz („On-The-Job-Training“).

Abhängig vom späteren Einsatzbereich dauert die institutionelle Ausbildung zwischen 1 und 1,5 Jahren. Die Kurse werden in der Regel nach den Arbeitsbereichen Flughafenkontrolle („Tower“, Einsatzort in Deutschland an einem internationalen Flughafen), Bereichskontrolle Unterer Luftraum sowie Anflugskontrolle („Lower“, Einsatzort in Deutschland in Langen, Bremen oder München) und Bereichskontrolle Oberer Luftraum („Upper“, Einsatzort in Deutschland in Karlsruhe) unterschieden. Es werden neben den theoretischen Inhalten in Fächern wie Flugverkehrskontrolle, Luftrecht, Meteorologie, Navigation, Luftfahrtkunde und Technik auch praktische Fähigkeiten vermittelt. Dabei kommen zum Teil Simulatoren zum Einsatz, welche die reale Arbeitsumgebung eines Fluglotsen nahezu 1:1 widerspiegeln. Englische Sprachfertigkeiten werden teils vorausgesetzt, teils sind sie Bestandteil der Ausbildung: So gehört das Absolvieren der ICAO-Sprachkompetenzprüfung (Language Proficiency English) – im Gegensatz zum AZF, welches nicht mehr gesondert absolviert werden muss – zum festen Ausbildungsprogramm, bei dem mindestens das Level 4 erreicht werden muss. Nach dem erfolgreichen Bestehen aller Prüfungen erhalten die angehenden Fluglotsen die „Student Licence“, die zur weiterführenden Ausbildung am Arbeitsplatz berechtigt.
Diese findet in der Regel am vorgesehenen Verwendungsort statt und dauert noch einmal zwischen 1 und 2 Jahre. Ortsbezogene theoretische Kenntnisse werden hier vermittelt, aber den Schwerpunkt der praktischen Ausbildung bildet das Arbeiten am Lotsenarbeitsplatz unter der Aufsicht eines Ausbilders. Für jeden Arbeitsplatz, an dem der angehende Lotse (Trainee) später selbstständig arbeiten soll, wird eine praktische Prüfung (Check Out) gefordert. Am Ende erwirbt der Trainee mit der letzten Prüfung seine Lotsenlizenz, die ihn zum selbstverantwortlichen Einsatz berechtigt.
Dieser beschriebene Ausbildungsverlauf ist in ganz Europa in etwa vergleichbar. Auch die Inhalte, die Lernziele und die Anforderungen an die Ausbildungsstandards sind durch europäische Richtlinien der Europäischen Agentur für Flugsicherheit weitestgehend harmonisiert.

## Gewerkschaft
Eine Interessenvertretung der Fluglotsen der DFS und der Regionallotsen der DFS Aviation Services (ehemals The Tower Company) und Austro Control (nur für Lotsen, die an deutschen Plätzen tätig sind) übernimmt die Gewerkschaft der Flugsicherung (GdF).
Die Fluglotsen der Bundeswehr haben sich im Bundesverband der Militärischen Flugsicherung Deutschland zusammengeschlossen.
In der Schweiz sind sechs Gewerkschaften Sozialpartner von Skyguide, der Schweizerischen Flugsicherungsorganisation:
- Aerocontrol Switzerland, Skycontrol und APTC, alle unter dem Dach von SwissATCA, die gleichzeitig als Berufsverband dient
- Personalverband des Bundes (PVB)
- Syndicom – Gewerkschaft Medien und Kommunikation
- Schweizerischer Verband des Personals öffentlicher Dienste VPOD/SSP

## Verantwortung eines Flugverkehrsleiters
In den Anfängen der kommerziellen Luftfahrt lag die Hauptverantwortung für die Sicherheit des Flugzeugs und seiner Insassen vor allem beim Piloten. Da die Zahl der Teilnehmer im Luftverkehr bereits seit den 1950er Jahren drastisch zunahm und immer mehr Flughäfen über die nötigen technischen Einrichtungen verfügten, wurde die Verantwortung der Sicherheit des Flugverkehrs seit 1950 vermehrt den Flugverkehrsleitern übergeben.
Heutzutage ist ein sicheres und effizientes Fliegen ohne Flugverkehrsleiter kaum mehr möglich. Die Luftstraßen sind jährlich mit Millionen von Flügen ausgelastet. Majumdar und Washington (1996) haben zwischen 1985 und 1990 eine durchschnittliche Zunahme des Luftverkehrs von 8 Prozent festgestellt.

## Wahrnehmungsaufgaben eines Fluglotsen
Zu den perzeptuellen Arbeitsleistungen eines Fluglotsen gehören die Identifizierung von Informationen von den Kontrollstreifen (darauf wird notiert, welche Anweisungen der Pilot bereits erhalten hat), das Abhören des Funks und die visuelle Identifikation der Objekte auf dem Radarbildschirm. Neben visuellen sind ebenfalls auditive Wahrnehmungsprozesse beteiligt. Die beteiligten Prozesse reichen von der Entdeckung eines Signals, über dessen Identifikation bis hin zu Vergleichsprozessen. Dabei muss die Aufmerksamkeit entweder selektiv sein (zum Beispiel bei Konfliktsituationen), geteilt (den Funk anhören und gleichzeitig etwas notieren) oder vigilant (Daueraufmerksamkeit, welche meist auf die Radarmonitore gerichtet ist). Lotsen müssen ihre Aufmerksamkeit dauernd verschiedenen Aufgaben widmen. Fehler entstehen meist durch fehlende Aufmerksamkeitskapazitäten oder deren falsche Allokation.

## Mentale Arbeitsbelastung
Die mentale Arbeitsbelastung eines Fluglotsen wird vor allem durch die Komplexität des kontrollierten Sektors, individuellen Differenzen und seine kognitiven Arbeitsstrategien bestimmt. Die Komplexität des Sektors hängt von der Anzahl der Flugbewegungen, deren dynamischer Veränderung zu Spitzenzeiten, geografischer Verteilung sowie durchschnittlicher Anzahl pro Arbeitsstunde ab.
Ronald Reagan entliess 1981 etwa 11.000 Fluglotsen mit dem Verbot, sie wieder einzustellen. Deswegen wurde eine grosse Menge neuer Lotsen eingestellt und das wiederum führte auch zu einer zu einer grossen Pensionierungswelle. Diese Welle blieb schwierig auszugleichen. 2025 waren statt über 14.000 Lotsen in den USA nur unter 11.000 Lotsen vorhanden.

## Situationsbewusstsein
Situationsbewusstsein als psychologischer Begriff kann definiert werden als die Wahrnehmung, Interpretation und Vorwegnahme der Entwicklung von Elementen der Umwelt während einer bestimmten Zeit innerhalb eines bestimmten Raumes.
Das korrekte Situationsbewusstsein eines Lotsen kann definiert werden als die Vorstellung von Faktoren und Ausgangsbedingungen, die zu bestimmten Zeitpunkten die sichere und effiziente Regelung des Luftverkehrs ermöglichen.
Im Fall einer Flugverkehrsleitzentrale ist es darüber hinaus erforderlich, dass die Teammitglieder ihre Informationen untereinander austauschen, um ein Abbild des gesamten zu überwachenden Flugverkehrs zu erhalten.
Lotsenfehler werden meist als ein Zusammenbruch des Situationsbewusstseins beschrieben. Flugverkehrsleiter sprechen meist von „losing the picture“.